# コールド・リーディング
コールド・リーディング（英: cold reading）とは、話術や観察法のひとつであり、外観を観察したり何気ない会話を交わしたりするだけで相手のことを言い当て、相手に「わたしはあなたよりもあなたのことをよく知っている」と信じさせる話術や観察法である。「コールド」とは「事前の準備なしで」、「リーディング」とは「相手の心を読みとる」という意味である。

## 概要
相手に対する事前情報が全くなくても、相手の外観に対する注意深い観察と、コールド・リーディング特有の話術によって、いくらでも相手の情報を掴むことができる話術である。対象者を観察する力、会話の説得力、相手に与える安心感・信頼感などが必要であり、高い技術と経験が必要になる。
なお、知り合いなどある程度は情報を持っている相手に対してコールド・リーディングを行うことは、ホット・リーディングと呼ばれる。
コールド・リーディングは、探偵を使ったり占いの待合室で助手が世間話をしたりして事前に相手のことを調べておいた上で、あたかも本当に占いや霊感、超能力などで相手の心を読んだと見せかけるホット・リーディングとは異なる。なお奇術の舞台やTVショーなどで「超能力者」が様々な事実を言い当てる際にはホット・リーディングとコールド・リーディングの技法が組み合わせて使われることが少なくない。
コールド・リーディングという話術はさまざまな状況で使われている。わかりやすい例では手品師が奇術のショー（見せ物）で使っている。また占い師、霊能者などが自分の言うことをさりげなく相手に信じさせる時にも使っている。一部の宗教家も使うかも知れない。またこの技術は詐欺師が詐欺行為を働くときや、セールスマンがセールス活動をする時、警察官が尋問をする時などでも使われることがある。また筆跡学や筆跡診断、催眠療法家によるセラピーでも使え、広く言えば日常的な人との交流の技術としても応用できるものである。
コールド・リーディングによく似たもので、ショットガンニング（Shotgunning）という技術も、超能力者や霊能者を自称する者が用いる技術である。彼らは実演する相手に大量の情報を話すが、そのうちのいくつかは当たるため、相手の反応を見計らいながらその反応に合わせて最初の主張を修正し、全てが当たったように見せかける。エドガー・ケイシー（Edgar Cayce）、シルヴィア・ブラウン（Sylvia Brown）、ジョン・エドワード（John Edward）、ジェイムズ・ヴァン・プラーグ（James Van Praagh）らは全てショットガンニングの疑いがもたれている。

## 技法
1. 対象者の協力を引き出す
実際のリーディングを始める前に、リーディングを行う者（リーダー、reader）は相手（シッター、sitter）の協力を引き出そうとする。「私には色々なイメージが見えるのですが、どれも明確ではないので、私よりあなたの方が意味が分かるかもしれません。あなたが助けてくだされば、2人で協力してあなたの隠れた姿を明らかにできます」。これは相手から、より多くの言葉や情報を引き出そうという意図である。
2. 対象者に質問する
リーダーは分からないように相手をよく観察しながら、誰にでも当てはまりそうなごく一般的な内容から入る。「あなたは、自信がなくなる感じのすることがあるようですね。特に知らない人と一緒にいるときなどです。そのように感じますがどうですか?」（バーナム効果を参照）
または、観察に基づき、より具体的にみえる内容（実は具体性はあまりない）に踏み込んで推測を行う。「私には年老いた婦人があなたのそばによりそっているイメージが見えます。少し悲しそうで、アルバムを持っています。このご婦人はどなたかお分かりになりますか」「私はあなたの痛みを感じます。多分頭か、もしくは背中です」
3. 対象者の反応をさぐる
相手はこれら具体性のない推測に対して、びっくりしたり思い当たることを話したりするなどの反応をすることで、リーダーになんらかの情報を明かしてしまうことになる。これを基礎に、リーダーはさらに質問を続けることができる。推測が次々当たれば、相手はリーダーへの信頼をどんどん深めてしまう。
もし相手に推測を否定されたとしても、態度を崩したりうろたえたりせず、威厳をもって「あなたは知らないかもしれないが、実は私にはそのように見えるのです」と言い張るなど、信頼を損なわずうまく切り返す方法がある。
4. さらに情報を引き出す
一般的に、この間にしゃべり続けるのはリーダーだが、情報はその相手からリーダーへ、一方的に流れ続ける。年齢、服装、顔色、しぐさ、口調、雑談やリーディングに対する顔や言葉の反応など、すべてがリーダーにとって、相手を知ることのできる情報になる。
5. 次のステップに移行する
こうして、リーダーは相手に関する情報の精度を高め、相手は何もしゃべっていないのに、自分の奥深くまで全てが言い当てられてしまった気分に陥る。こうなれば、相手はリーダーによる「将来に関する占い」、「心霊による伝言」、「未来に関する予言」、「霊力のある商品の購入の薦め」などという不確かな結論まで信じてしまう。

## コールド・リーディングの利用
コールド・リーディングには確立した技術がある。多くの演者がこの技術を習っており、能力者を装って一対一の占いを行ったり、ジョン・エドワードのように「死者と対話する」などと題した公開の場で、観客に死んだ近親者からのメッセージを披露したりする。
演者の中には、観客について言い当てて大喝采を受けてからはじめて、実は超能力は使っておらず、心理学とコールド・リーディングの知識だけあればできるとばらすものもいる。たとえば、心理学者でコールド・リーディングの研究者であるイアン・ローランド（Ian Rowland）、あるいはマーク・エドワード（Mark Edward）、リン・ケリー（Lynne Kelly）、カリ・コールマン（Kari Coleman）、心理学を利用した手品で知られるダレン・ブラウン（Derren Brown）などである。

## 知らずに使うコールド・リーディング
自称・能力者によるコールド・リーディングは、詐欺や詐取を意図して行うものばかりではない。中にはコールド・リーディングという概念がある事を知らずに使っていたり、無意識にこの手法を使っていたり、全く善意の者もいる。かつてニューエイジの実践家だったカーラ・マクリーン（en）は、「私は、自分がずっとコールド・リーディングをしてきたとは、理解していなかったのです。私はコールド・リーディングについて習ったこともないし、誰かを騙す気もありませんでした。私はただ、知らず知らずの間に技術を身につけていたのです」と語っている。
またフィクションの世界では、シャーロック・ホームズなどが外観や遺留品だけで、相手の特徴を言い当てていたが、これもコールド・リーディングの手法である。捜査機関が行うプロファイリングとも通じる技術でもある。
他にも、テレビドラマ『トリック』や漫画『クロサギ』、小説『ガリレオシリーズ』などでも使われている。